# Reação química de transporte

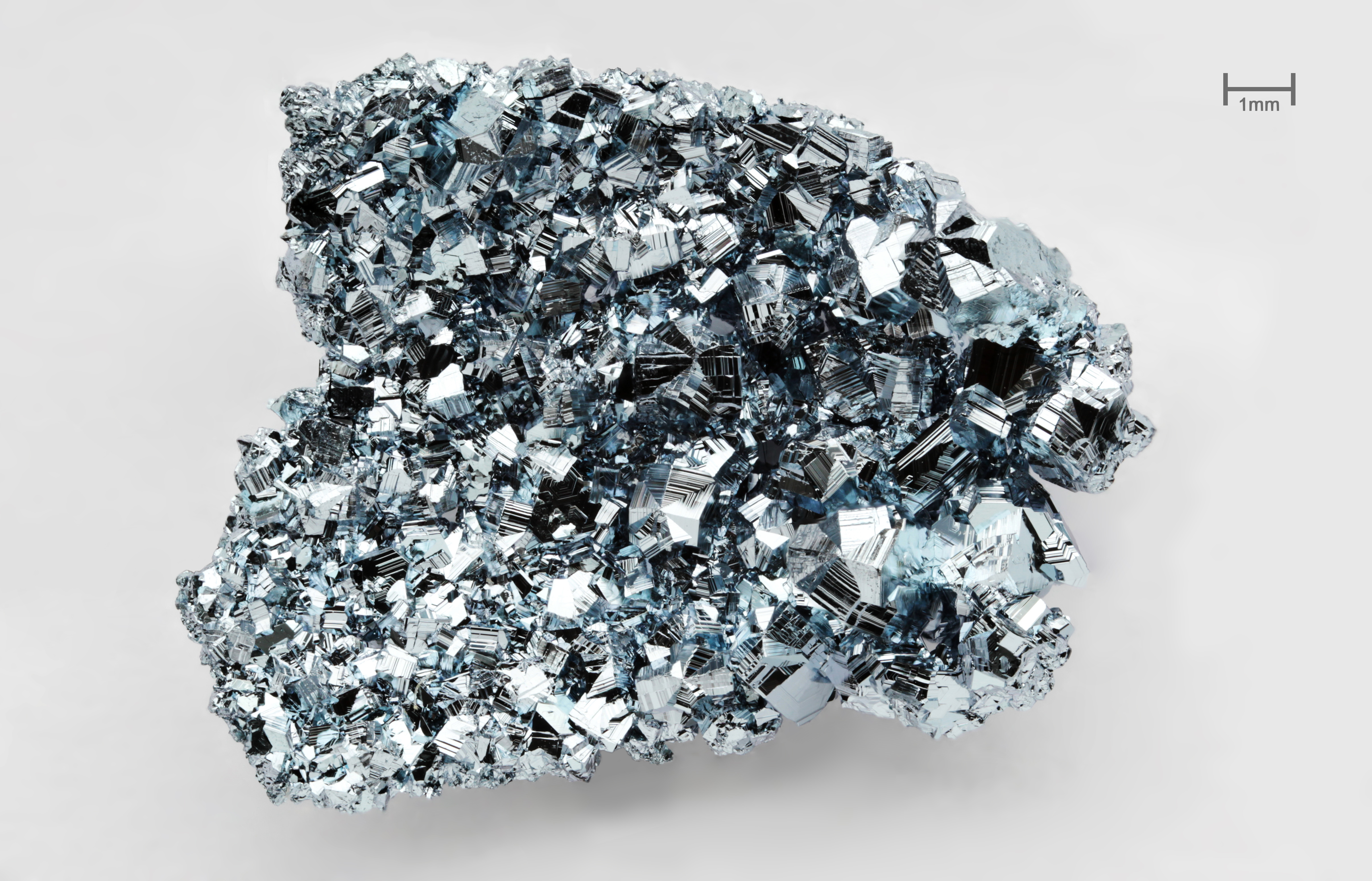
Cristal de Osmium (Os), cristalização produzida por reação química de transporte numa atmosfera de cloro. Massa: 2,2 g, pureza ≥ 99.99%.

Em química, uma reação química transporte descreve um processo para a purificação e a cristalização de sólidos não-voláteis. O processo também é responsável por determinados aspectos do crescimento do mineral a partir do efluente de vulcões. A técnica é diferente da deposição de vapor químico, que geralmente envolve a decomposição de precursores moleculares (por exemplo, SiH4  → Si + 2H2) e que dá revestimentos conformados.
A técnica, que foi popularizada por Schäfer, implica a conversão reversível de compostos químicos voláteis em derivados voláteis. O derivado volátil migra ao longo de um reactor fechado, normalmente um lacrado, evacuado no tubo de vidro aquecido em um forno tubular. Em outras partes do tubo onde a temperatura é mantida a uma temperatura diferente, a volatilidade derivada reverte para a correspondência sólida e o agente de transporte é libertado. O agente de transporte é, portanto, um catalisador. A técnica exige que as duas extremidades do tubo (que contém a amostra a ser cristalizada) ser mantidas em temperaturas diferentes. Portanto, a chamada "duas zonas" do forno tubular são utilizadas para esta finalidade. O método é muito semelhante e, provavelmente inspirado pelo processo de iodeto ("Processo Van Arkel-de Boer") usado para a purificação de titânio e vanádio, que utilizam iodo como agente de transporte.

## Os casos de reações exotérmicas e endotérmicas do agente de transporte

Representação do processo de transporte de gás na química do estado sólido

As reações de transporte são classificados de acordo com a termodinâmica da reação entre o sólido e o agente de transporte. Quando a reação é exotérmica, então o sólido de interesse é transportado a partir da extremidade mais fria (que pode ser muito quente) do reactor para um final quente, onde a constante de equilíbrio é menos favorável e os cristais crescem. A reação de dióxido de molibdénio com o agente de transporte de iodo é um processo exotérmico, portanto, o MoO2 migra da extremidade fria final (700 °C) até a extremidade final quente (900 °C):
MoO2  +  I2 {\displaystyle {\overrightarrow {\leftarrow }}} MoO2I2  ΔHrxn < 0 (exotérmica)
Usando a 10 miligramas de iodo por 4 gramas de sólido, o processo requer vários dias.
Alternativamente, quando a reação do sólido e o agente de transporte é endotérmica, o sólido é transportado a partir de uma zona quente para outra mais fria. Por exemplo:
Fe2O3 + 6 HCl {\displaystyle {\overrightarrow {\leftarrow }}} Fe2Cl6 + 3 H2O  ΔHrxn > 0 (endotérmico)
A amostra de óxido de ferro (III) é mantida a 1000 °C, e o produto desenvolve-se a 750 °C.  HCl é o agente de transporte.  Os cristais de hematite são declaradamente observados nas bocas dos vulcões por causa das reações químicas de transporte  em que o cloreto de hidrogénio vulcânico volatiliza óxido de ferro (III).

## Lâmpada de halogéneo
Uma reação semelhante como a de MoO2 (Dióxido de molibdénio) é utilizada na lâmpada de halogéneo. O tungstênio é evaporado do filamento de tungstênio e convertido com traços de oxigênio e iodo em WO2I2. Em altas temperaturas perto do filamento, o composto decompõe-se de volta para tungstênio, oxigênio e iodo.
WO2  +  I2 {\displaystyle {\overrightarrow {\leftarrow }}}  WO2I2  ΔHrxn < 0 (exotérmica)